# Valle del Salto
La valle del Salto è una valle situata in provincia di Rieti che mette in comunicazione la zona del Reatino e la piana di Rieti a nord con la Marsica a sud. Deve il suo nome alla presenza del bacino idrografico del fiume Salto e dell'omonimo lago artificiale. La valle, che costituisce il cuore del Cicolano, dal punto di vista geomorfologico è di conformazione abbastanza profonda e stretta rispetto ai rilievi circostanti (Monti del Cicolano e Monti Carseolani) ed è attraversata dalla strada statale 578 Salto Cicolana.

## Storia

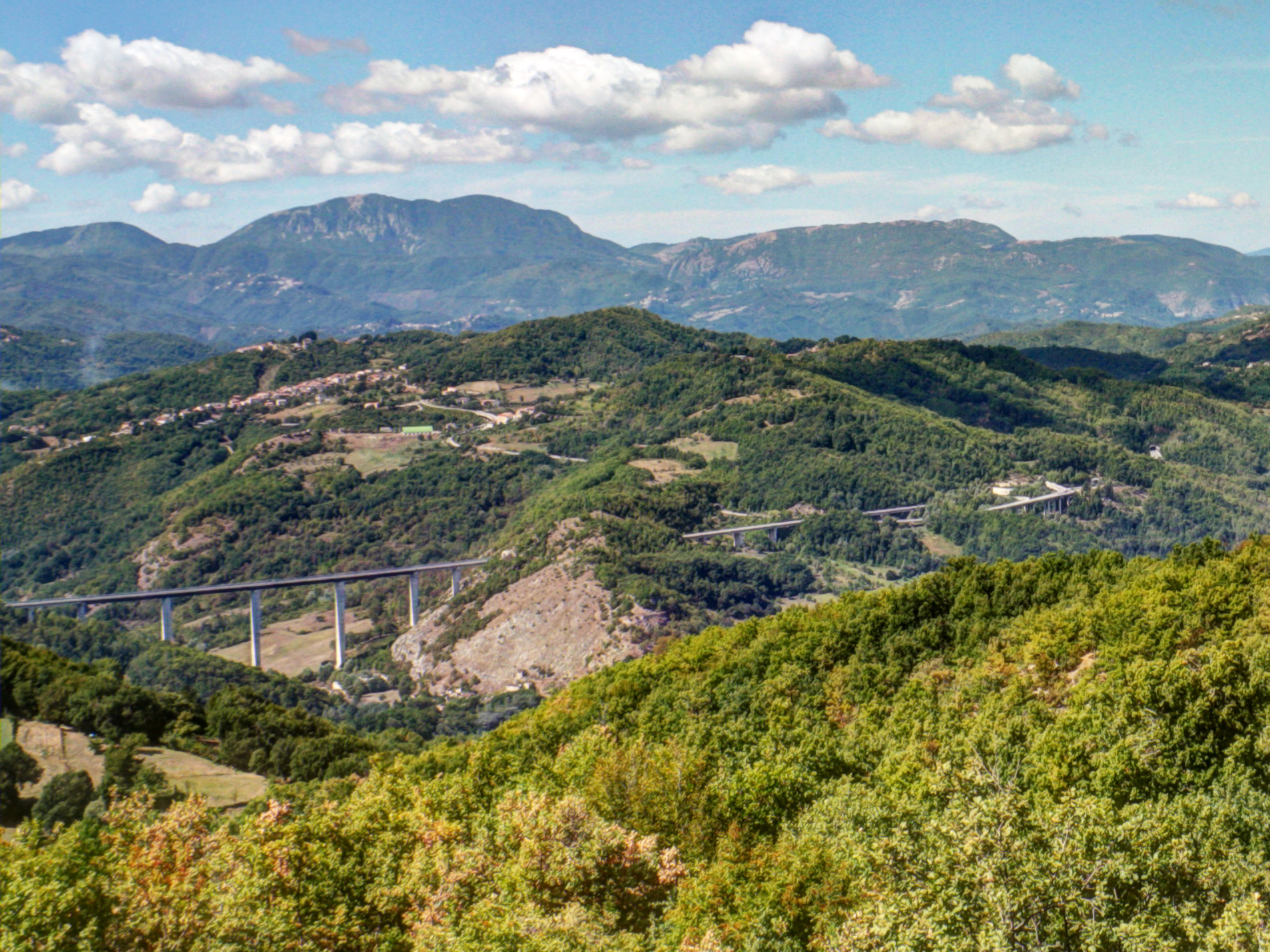
La Strada statale 578 Salto Cicolana

Nel XV secolo a.C. alcune popolazioni indoeuropee si stanziarono in quella che ora è l'Italia, frammentando in numerosissime parti il territorio: la Valle del Salto divenne dominio degli Equi. Nel V secolo a.C. i Romani cercarono di conquistare i territori appartenenti al sopra citato popolo, il quale sconfinò numerose volte a Roma compiendo pesanti saccheggi. I capitolini vinsero la guerra nel IV secolo a.C., soffocando in seguito varie rivolte da parte della gente sottomessa
Nel IX secolo d.C., dopo un'invasione del Cicolano da parte dei Saraceni, gli abitanti doverono ritirarsi sulle colline del posto. Dal VII secolo il Cicolano era già sotto il Ducato di Spoleto, mentre nel 1200 farà parte dei possedimenti dei Normanni insieme al resto di Rieti. Nel XIV secolo la Valle del Salto venne divisa fra Adamo Ausì, la famiglia Aquilano e Stefano Colonna.
All'avvento del XV secolo invece più della metà divenne possesso della famiglia Mareri. Nel XVI secolo i possessi dei Mareri passarono ai Colonna e in seguito ai Barberini. Nel XVII secolo la Valle dà i natali a due intellettuali: Felice Martelli e Ferdinando Mozzetti. Entrambi si occuparono della storia antica dell'Italia Centrale. Il 1900 vide espandersi il fenomeno dell'emigrazione. Nel 1925, durante la dittatura di Benito Mussolini, la Valle dalla Provincia dell'Aquila passò a quella reatina.

## Accessibilità

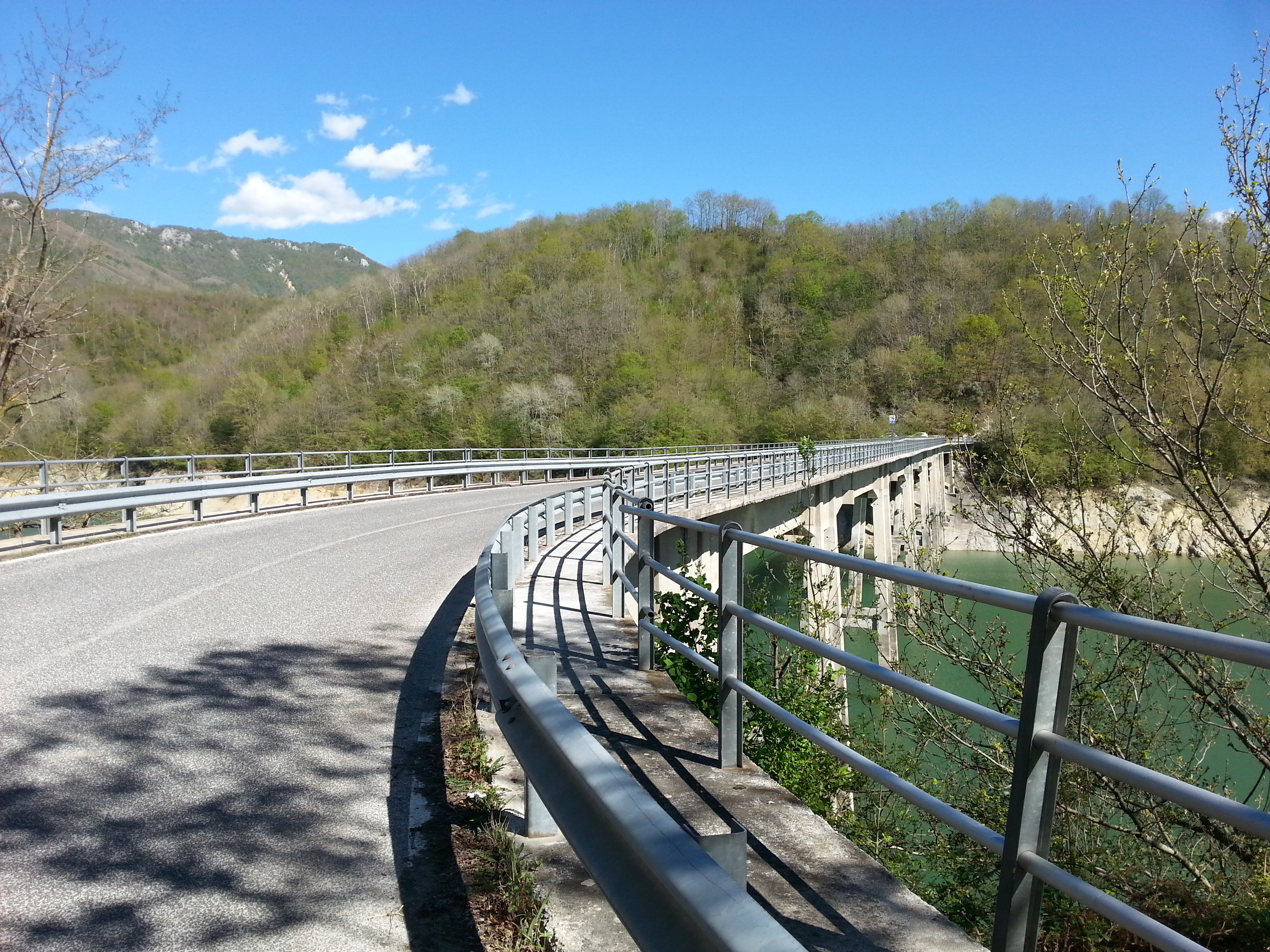
La provinciale 67, che segue la riva del lago artificiale

Gli accessi stradali primari sono attraverso la Strada statale 578 Salto Cicolana sia provenendo da Rieti sia dalla A24 "Roma-Teramo" attraverso l'uscita "Valle del Salto". Accessi stradali secondari montani provengono dal territorio abruzzese (Tornimparte), dalla bassa Sabina (Lago del Turano), dal carseolano (Pietrasecca-Tufo) e dall'abitato di Torano-Grotti di Borgorose.
La vallata non è servita da alcuna linea ferroviaria; avrebbe dovuto attraversarla la ferrovia Rieti-Avezzano, più volte progettata dall'Ottocento agli anni venti, che però non venne mai realizzata.

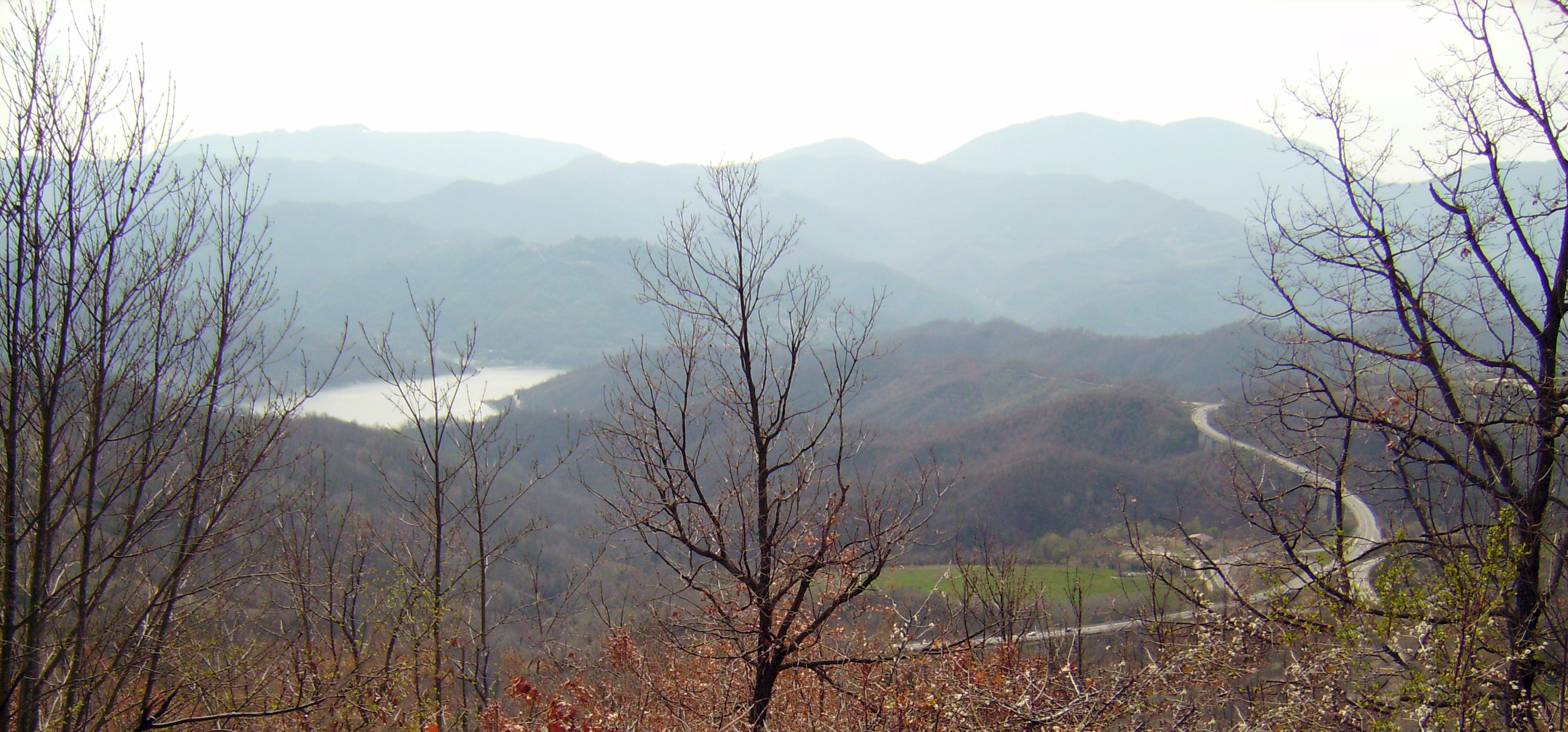
La strada a scorrimento veloce Rieti-Torano (SS 578 Salto Cicolana) nei pressi del lago

## Cultura
I santi maggiormente venerati nella Valle del Salto, e legati storicamente al territorio, sono San Mauro abate e Santa Filippa Mareri.